# راي غوف
راي غوف (بالإنجليزية: Ray Goff)‏ هو لاعب كرة قدم أمريكية أمريكي، ولد في 19 يوليو 1955 في مولتري في الولايات المتحدة.